# 14741 Teamequinox
14741 Teamequinox eller 2000 EQ49 är en asteroid i huvudbältet som upptäcktes den 9 mars 2000 av LINEAR i Socorro County, New Mexico. Den är uppkallad efter studentorganisationen e.quinox vid Imperial College London.
Asteroiden har en diameter på ungefär 3 kilometer.